# Paúl Plaza
Paúl Plaza (* Esmeraldas, Ecuador, 8 de marzo de 1988). es un futbolista ecuatoriano que juega de volante de creación en el Clan Juvenil.

## Trayectoria
Paúl inició su carrera como futbolista en las divisiones inferiores del Esmeraldas Petrolero después fue transferido a Liga de Quito, debutó en serie A en el 2006 de la mano de Juan Carlos Oblitas, tras la salida del entrenador peruano Paúl no fue tomado en cuenta y volvió a las menores, en 2010 tuvo un paso por América, en el 2011 pasó a El Nacional pero no tuvo suerte, en 2012 fichó por Deportivo Quito pero tampoco tuvo suerte y fue parte de las reservas del club, en el 2013 se une a UIDE un equipo de Segunda Categoría.

## Clubes
| Club            | País    | Año       |
| --------------- | ------- | --------- |
| Liga de Quito   | Ecuador | 2006      |
| América         | Ecuador | 2010      |
| El Nacional     | Ecuador | 2011      |
| Deportivo Quito | Ecuador | 2012      |
| UIDE            | Ecuador | 2013-2015 |
| Deportivo Quito | Ecuador | 2015      |
| UTE             | Ecuador | 2016      |
| Deportivo Quito | Ecuador | 2016      |
| Clan Juvenil    | Ecuador | 2017 -    |